# レンジャーズ・キャプテン

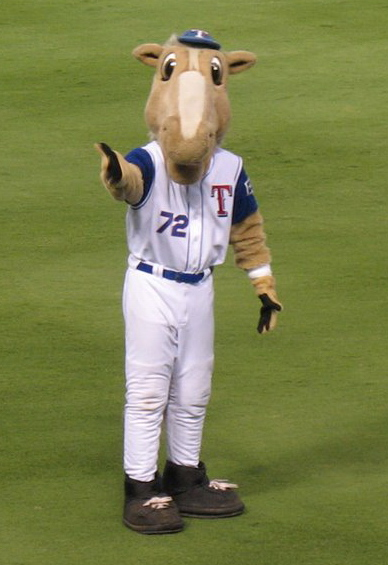

レンジャーズ・キャプテン（Rangers Captain）は、MLB・テキサス・レンジャーズの球団マスコットキャラクターであり、馬をモチーフとしている。

## 概要・特徴
レンジャーズ・キャプテンは2002年にデザインが公開され、2003年3月26日に開幕戦に先立つお披露目イベントでデビューした。

## プロフィール
- フルネーム：Rangers Captain
- 身長：バット2.5本分
- 体重： ボール2746個分
- 投打：不明（以前は両打だった）
- 背番号：72（テキサスへ移転してきた年を表す1972年から）